# Бугровка (Белгородская область)
Бугровка — хутор в Прохоровском районе Белгородской области. Входит в состав Береговского сельского поселения.

## География
Хутор Бугровка расположен на севере Прохоровского района, в 9 километрах от райцентра Прохоровки. Находится на берегах реки Псёл и непосредственно граничит с сёлами Береговое-Первое и Береговое-Второе.

## История
20 декабря 2004 года в соответствии с законом Белгородской области № 159, было образовано Береговское сельское поселение, в состав которого вошел хутор Бугровка.

## Население
| 2002 | 2010 |
| ---- | ---- |
| 1109 | ↘882 |